# Austin Powers XXX: A Porn Parody
Austin Powers XXX: A Porn Parody ist eine amerikanische Porno-Parodie auf den Film Austin Powers.

## Handlung
Der Handlungsstrang ist vergleichsweise leicht zusammengefasst: Auf dem Höhepunkt der Swinging Sixties plant Dr. Evil, die Welt zu zerstören. Es gibt nur eine Person, die ihn stoppen kann, der „internationale Mann des Geheimnisses“, Austin Powers. Dr. Evil versucht, Austin umzubringen, doch der Plan geht nach hinten los und Dr. Evil flüchtet in den Weltraum. Austin hat sich einfrieren lassen, um auf Evils Rückkehr zu warten. Dreißig Jahre später kommt Evil auf die Erde zurück. Austin wird aufgetaut und setzt mit Hilfe der jungen Agentin Vanessa Kensington alles daran, die Welt von Evil zu befreien.
Insgesamt splittet sich die Handlung in sechs Sexszenen, in denen viermal der Hauptdarsteller Tommy Pistol zum Einsatz kommt:
- 1. Szene: Austin Powers (Tommy Pistol) macht in London im Jahr 1967 erotische Aufnahmen (Halbakt) von Charlotte Rampling (Allie Haze), die dabei auf dem Bett liegt. Sie verführt ihn und es kommt in Austin Powers XXX: A Porn Parody erstmals zu Geschlechtsverkehr.[1][2]
- 2. Szene: Nach einigen „ziemlich lustigen Dialogen und Geschichten“ wird Powers 30 Jahre später aufgetaut, um Dr. Evil aufzuhalten.[2] Lucille Kensington (Raylene) ist Austin Powers’ Assistentin und zwischen den beiden kommt es zum Akt.[1] Bei der Szene handelt es sich um einen Rückblick.[2]
- 3. Szene: Dr. Evil ist aufgetaut und bringt seine Bande zusammen. Im Rahmen des Plans, die Welt zu erobern, soll Leopold Horkenfish (Jerry) getötet werden, doch die dafür vorgesehene Maschine versagt.[2] Frau Undawaren (Nina Hartley), eine Handlangerin Dr. Evils mit deutschem Akzent,[3] soll Horkenfish auf Anweisung daher sprichwörtlich durch Sex töten.[1]
- 4. Szene: Alotta Fagina (Liza Del Sierra) arbeitet in einer Fabrik für Sexspielzeuge, die als Tarnung für Dr. Evils Schwindeleien dient. Austin Powers (Pistol) möchte seinen Penis als Vorlage für ein Sexspielzeug nutzen, was zum Geschlechtsverkehr zwischen ihm Fagina führt.[1]
- 5. Szene: In Überblendungen wird zwischen der Szene mit Fagina und Powers sowie der fünften Szene mit Vanessa Kensington (Natasha Nice), der Tochter von Lucille Kensington aus der zweiten Szene, und Number Two (Earl Slate) gesprungen. Er hat sie dabei entdeckt, wie sie ihm nachspioniert, doch durch Fellatio und Sex bringt sie ihn zum Schweigen.[1]
- 6. Szene: In der abschließenden werden Austin Powers (Pistol) und Vanessa Kensington (Nice) gefangen genommen, können sich aber durch Sex mit bzw. gegen zwei „Killerroboter“(Haze, Evan Stone) befreien.[1]

## Produktion
Der Film wurde mit mehreren Kameras im anamorphen Breitwandformat aufgenommen. Für den Ton wurde auf Stereo gesetzt.
Die DVD enthält über den Film hinaus eine Reihe von Extras, darunter – als Beitrag mit dem größten Umfang – eine Bonusszene von Allie Haze im Zusammenspiel mit Tommy Pistol, Barry Scott, Ralph Long, Ryan Driller und Ryan McLane aus dem Werk All About Allie mit einer Spieldauer von knapp 15 Minuten. Dazu kommen u. a. knapp 12 Minuten an Outtakes, eine Fotogalerie und Trailer für weitere Vivid-Werke.

## Rezeption
Aus der Sicht Don Houstons von Xcritic.com ist Austin Powers XXX: A Porn Parody eine der „besten Parodien in diesem Komodiengenre“. Überhaupt sei dieser Film, der ebenso „albern und voller Mojo“ sei wie das Original, mindestens eine Empfehlung für alle, die mehr als einen Gonzofilm sehen wollten.

## Auszeichnungen

### Siege
- 2015: AVN Award – Best Special Effects[4]

### Nominierungen
- 2014: NightMoves Awards – Beste Parodie (Superheld)[5]
- 2015: AVN Award – Bester Regisseur Parodie: B. Skow, Bester Darsteller: Tommy Pistol, Beste Künstlerische Leitung (Best Art Direction), Beste Parodie, Bestes Makeup, Bestes Drehbuch Parodie: David Stanley[6]
- 2015: XBIZ Award – Parodie des Jahres: Komödie, Regisseur des Jahres: Parodie (B. Skow), Beste Szene: Parodie (Allie Haze, Tommy Pistol)[7]
- 2015: XCRO Award – Beste Parodie: Komödie[8]